# Phyllachora gracillima
Phyllachora gracillima är en svampart som beskrevs av Speg. 1889. Phyllachora gracillima ingår i släktet Phyllachora och familjen Phyllachoraceae.   Inga underarter finns listade i Catalogue of Life.